# وقتی که زمان به آخر رسید
وقتی که زمان به آخر رسید (انگلیسی: When Time Ran Out) فیلمی به کارگردانی جیمز گلداستون است که در سال ۱۹۸۰ منتشر شد.

## بازیگران
- پل نیومن
- ژاکلین بیست
- ویلیام هولدن
- جیمز فرنسیسکس
- ارنست بورگناین
- ادوارد آلبر
- رد باتنز
- باربارا کاررا
- لانی چپمن
- والنتینا کورتس
- ورونیکا هامل
- آلکس کاراس
- بورگس مریدیت
- پت موریتا